# Giuseppe Cerrina
Giuseppe Cerrina (Murazzano, 1882 – Murazzano, 1959) è stato un pittore italiano.

## Biografia
Studiò musica e svolse la professione di insegnante. Esordì come pittore solo nel 1915, quando espose un ritratto alla Famiglia Artistica milanese. Da allora intraprese la carriera artistica, che lo portò ad esporre alle prime cinque edizioni della Quadriennale di Roma e ad alcune Biennali veneziane.
L'anno della morte fu presente alla mostra 50 anni d'arte a Milano. Dal divisionismo ad oggi, allestita nel Palazzo della Permanente.

## Opere
Si dedicò con costanza alla rappresentazione dei paesaggi piemontesi, influenzato dapprima dai modi divisionisti, in seguito dalla lezione di Carrà. Una sua opera figura nelle collezioni d'arte della Fondazione Cariplo.